# Segundo Cuartel de Rondanilla
Segundo Cuartel de Rondanilla är en ort i Mexiko.   Den ligger i kommunen Angangueo och delstaten Michoacán de Ocampo, i den södra delen av landet, 130 km väster om huvudstaden Mexico City. Segundo Cuartel de Rondanilla ligger 2 585 meter över havet och antalet invånare är 314.
Terrängen runt Segundo Cuartel de Rondanilla är huvudsakligen kuperad, men åt sydost är den bergig. Terrängen runt Segundo Cuartel de Rondanilla sluttar västerut. Runt Segundo Cuartel de Rondanilla är det ganska tätbefolkat, med 166 invånare per kvadratkilometer. Närmaste större samhälle är Tuxpan, 17,8 km sydväst om Segundo Cuartel de Rondanilla. I omgivningarna runt Segundo Cuartel de Rondanilla växer i huvudsak blandskog.